# Barbara Henry
 Barbara Henry (* 1. Januar 1932 in Providence, Rhode Island) ist eine US-amerikanische Lehrerin und Bürgerrechtsaktivistin. Sie wurde durch ihre Ausbildung von Ruby Bridges bekannt, dem ersten afroamerikanischen Kind, das die ausschließlich von Weißen besuchte William Frantz Elementary School in New Orleans besuchte.

## Leben und Werk

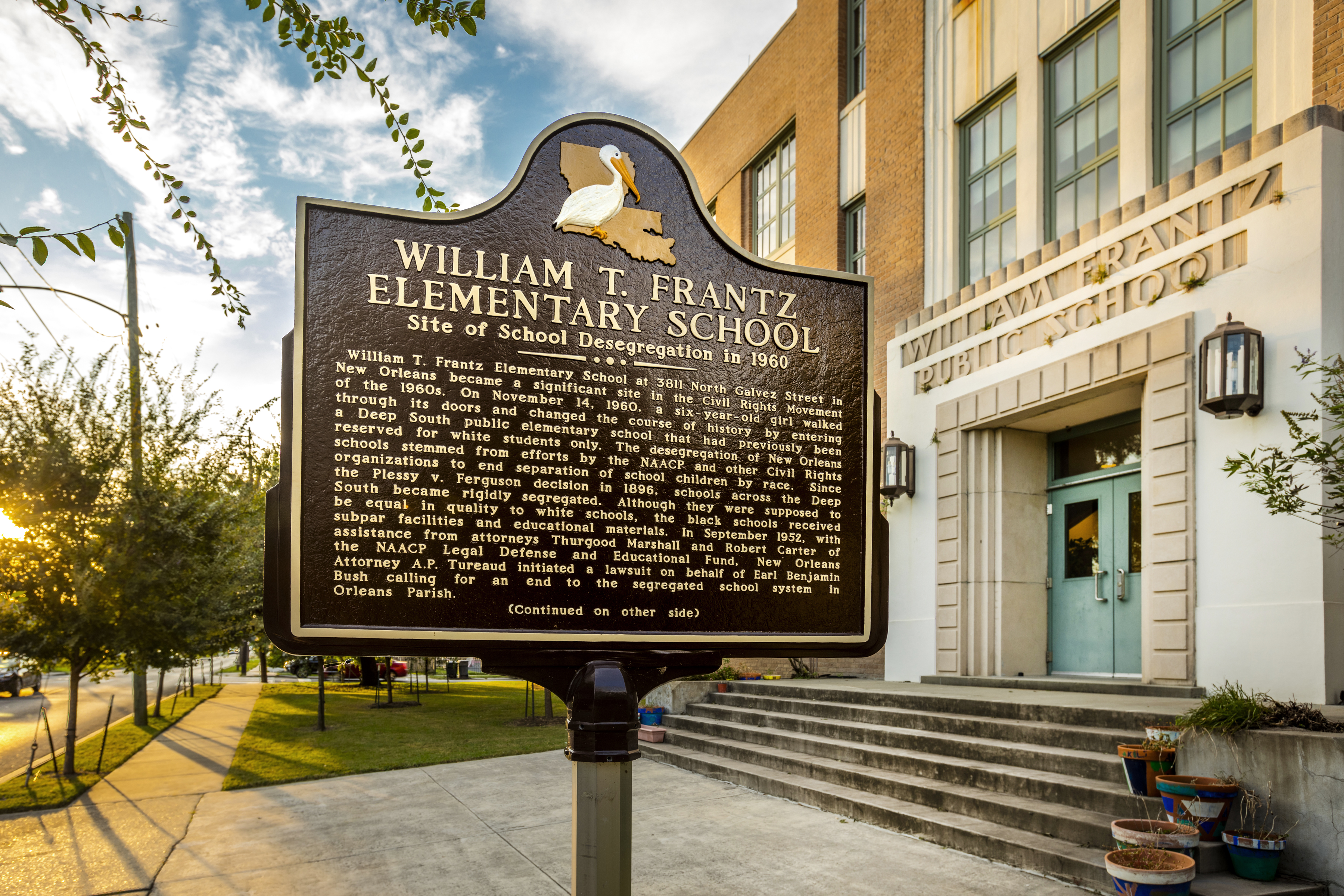
Der Marker der William Frantz Elementary School in New Orleans, Louisiana, 2017

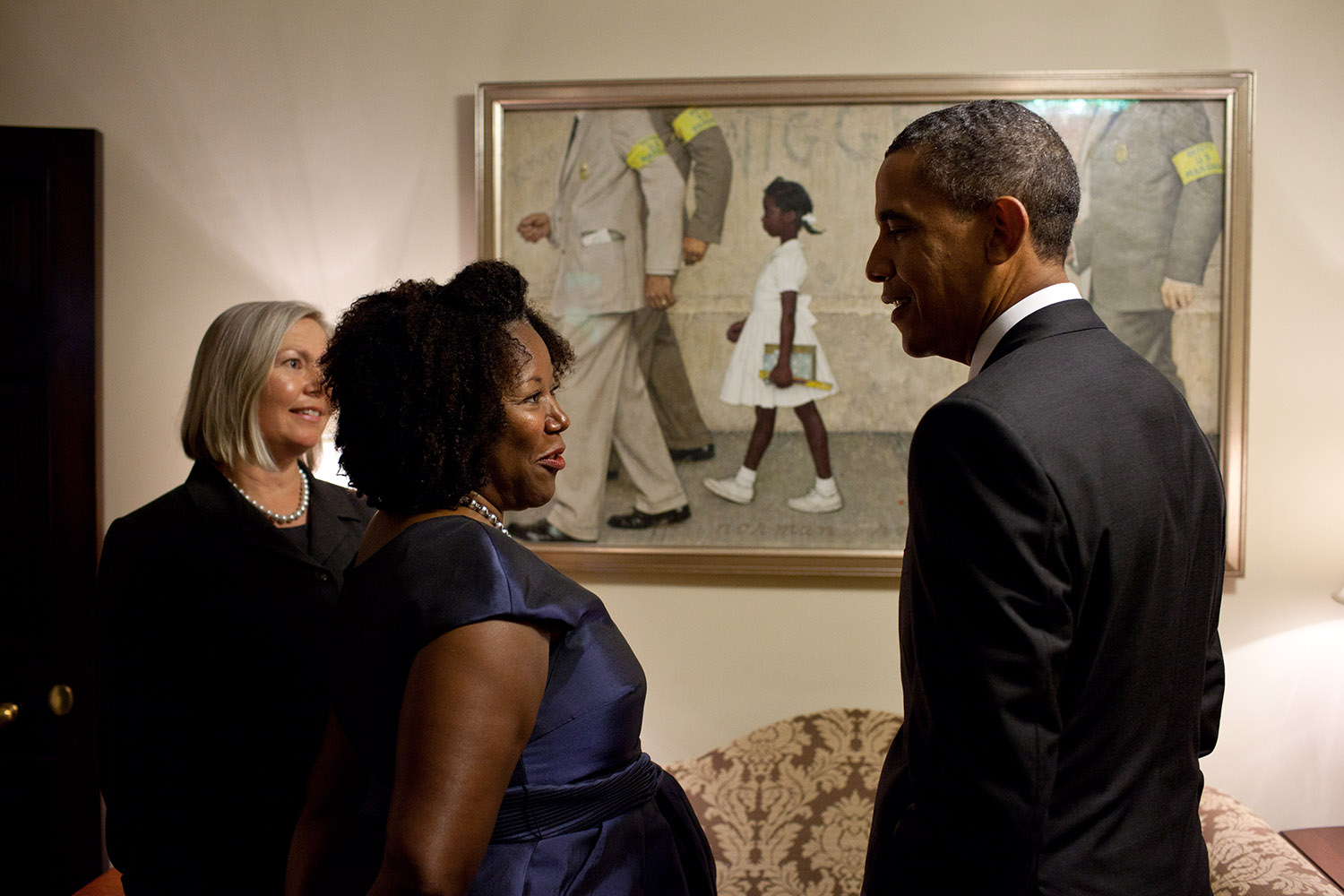
Das Gemälde zeigt Ruby Bridges, wie sie 1960 am gerichtlich angeordneten ersten Tag der integrierten Schulen in New Orleans zur Schule begleitet wird. Als das Norman Rockwell Museum das Gemälde 2011 an das Weiße Haus auslieh, lud Präsident Barack Obama Ruby Bridges ein

Henry besuchte die Girls' Latin School in Boston. Sie begann ihre Karriere als Lehrerin in Übersee an Schulen für Militärangehörige. Als sie in die Vereinigten Staaten zurückkehrte, zog sie von Boston in die Heimatstadt ihres Mannes, New Orleans. Nach zwei Monaten rief sie der Schulleiter der William Frantz Elementary School an und bot ihr eine Stelle als Lehrerin an.
1960 wurde Ruby Bridges in die William Frantz Elementary School eingeschrieben. Die Eltern der weißen Kinder, die eigentlich in die Klasse hätten gehen sollen, hatten sich zum Boykott entschlossen, sodass Bridges fast ein ganzes Jahr lang Henrys einzige Schülerin war. In einer Ansprache in Harvard 2002 erinnerte sich Bridges an ihre Begegnung mit ihrer Lehrerin als Sechsjährige. „Ich hatte vorher noch nie eine weiße Lehrerin gesehen, aber Mrs. Henry war die netteste Lehrerin, die ich je hatte. Sie gab sich die größte Mühe, mich von dem abzulenken, was draußen vor sich ging.“
Der Schulbesuch von Bridges löste bei der örtlichen weißen Bevölkerung viel Hass und Feindseligkeit aus, so dass sie während ihres gesamten ersten Schuljahres beim Betreten und Verlassen der Schule von vier bewaffneten US-Bundesmarschällen begleitet werden musste. Henry war die einzige Lehrerin, die bereit war, Ruby in einer integrierten Klasse zu unterrichten. Jeder einzelne Lehrer der William Frantz Elementary School weigerte sich, Bridges zu unterrichten. Henry war in der Schule nicht willkommen und wurde kaum wahrgenommen. Aus Protest gegen Bridges’ Anwesenheit nahmen alle bis auf drei weiße Familien ihre Kinder von der Schule. Am Ende von Bridges’ erster Woche war sie das einzige Kind in der Klasse. Weder Henry noch Ruby verpassten in diesem Schuljahr einen Schultag. Henry verbrachte den ganzen Tag mit Bridges in ihrem Klassenzimmer. Bridges durfte nicht mit den anderen Schülern zum Mittagessen oder in die Pause gehen, und wenn sie auf die Toilette musste, wurde sie von den Marschällen begleitet. Schließlich machte Henry dem Direktor Vorwürfe und drohte, ihn anzuzeigen, weil er den Boykott der weißen Eltern unterstützte. Henry verbrachte ihre Stunden nach der Schule damit, sich für Bridges einzusetzen, indem sie mit dem Direktor verhandelte, bis die Erstklässlerin den Raum mit ihren weißen Mitschülern teilen durfte. Als Bridges in die zweite Klasse kam, war ihre Schule desegregiert. Die Schüler hatten gemeinsam Unterricht, Mittagessen und gemeinsame Pausen, unabhängig von ihrer Hautfarbe.
Im folgenden Jahr wurde Henry nicht mehr eingeladen, an der Frantz-Schule zu unterrichten. Henry und ihr Ehemann kehrten später nach West Roxbury zurück, um ihre Familie großzuziehen.
Seit 1995 haben Henry und Bridges Vorträge gehalten, das Weiße Haus besucht, einen Film gedreht und eine Präsentation im Rockwell Museum gezeigt mit dem Gemälde The Problem We All Live With, das Ruby Bridges zeigt, wie sie 1960 von US-Marshals zur Schule begleitet wird.

## Ehrung
2017 verlieh ihr Kiwanis International den Humanitarian Award für ihren Mut zur Fürsorge. 2021 wurde der Barbara Henry Courage in Teaching Award ins Leben gerufen.